# Бжусткув
Бжусткув (пол. Brzóstków, нім. Warthebruch) — село в Польщі, у гміні Жеркув Яроцинського повіту Великопольського воєводства.
Населення — 517 осіб (2011).
У 1975-1998 роках село належало до Каліського воєводства.

## Демографія
Демографічна структура станом на 31 березня 2011 року:
|          | Загалом | Допрацездатний вік | Працездатний вік | Постпрацездатний вік |
| -------- | ------- | ------------------ | ---------------- | -------------------- |
| Чоловіки | 256     | 61                 | 166              | 29                   |
| Жінки    | 261     | 60                 | 150              | 51                   |
| Разом    | 517     | 121                | 316              | 80                   |